# シカゴ (アルバム)
『シカゴII』（シカゴと23の誓い、Chicago）はシカゴ出身のロックバンド、シカゴによる2作目のアルバムである。アルバムは1970年に発売された。前年にバンドは同名のデビューアルバムを出した後に名前をシカゴ・トランジット・オーソリティ (Chicago Transit Authority) から改名していた。
正式な原題は Chicago であるが、シカゴII (Chicago II) のタイトルで知られている。2022年現在の正式な邦題は「シカゴII（シカゴと23の誓い）」である。なお、次作の1971年のシカゴIIIから、正式にローマ数字が付くタイトルのアルバムが続くことになる。
シカゴが成功を収めるとともに、シカゴIIは多くの人からシカゴが躍進したアルバムとみなされて、数曲のトップ40ヒットを生み出した。その中には「ぼくらに微笑みを (Make Me Smile)」（9位）、「ぼくらの世界をバラ色に (Colour My World)」（7位）、「長い夜 (25 Or 6 To 4)」（4位）が含まれる。アルバムの中心となるのは約13分の連作歌曲、バレエ・フォー・ア・ガール・イン・バキャノン (Ballet for a Girl in Buchannon) である。さらには、ギタリストのテリー・キャスもクラシック形式の延長にある4曲の連作で参加している。ロバート・ラムはもう一つの連作「栄光への旅路 (It Better End Soon)」を入れている。後にバンドの音楽に重要な役割を果たすようになるピーター・セテラは自身初の曲「約束の地へ (Where Do We Go From Here)」をシカゴ、そしてこのアルバムに提供した。
1970年1月にコロムビア・レコードから発売され、シカゴIIはすぐにヒットし、アメリカで4位に、イギリスで6位になり、そして（おそらく）バンドの最もあがめられるアルバムとなった。
コロムビア・レコードは1970年代中盤、自社の4チャンネルステレオサラウンド形式の宣伝に非常に熱心であり、シカゴが発表した最初の10枚のアルバムのうち、9枚が4チャンネルで聴くことが可能だった。4チャンネルのミックスはステレオミックスでは聞こえない音が入っている。「長い夜」におけるキャスのギター部分の追加と「朝日よ輝け」におけるラムの別テイクのボーカルが入っている。後者は曲の最後の歌詞が違っていることが明らかになっている。
2002年、シカゴIIはリマスターされ、ライノ・エンタテインメントから1枚のCDとして再発売された。シングル版の「ぼくらに微笑みを」と「長い夜」がボーナストラックとして収録されている。
ライノはアルバムのDVD-Audio版を2003年に発売した。高解像度のステレオと5.1サラウンド・サウンドミックスが収録されている。

## 収録曲

### サイド 1
1. ぼくらは何処へ - "Movin' In" (James Pankow) – 4:06
2. ぼくらの道 - "The Road" (Terry Kath) – 3:10
3. ぼくらの詩 - "Poem for the People" (Robert Lamm) – 5:31
4. ぼくらの国 - "In the Country" (Kath) – 6:34

### サイド 2
1. 朝日よ輝け - "Wake Up Sunshine" (Lamm) – 2:29
2. バレエ・フォー・ア・ガール・イン・バキャノン - "Ballet for a Girl in Buchannon" - 12:55
  1. ぼくらに微笑みを - "Make Me Smile" (Pankow) – 3:16
  2. 言いたいことが沢山 - "So Much to Say, So Much to Give" (Pankow) – 1:12
  3. 不安の日々 - "Anxiety's Moment" (Pankow) – 1:01
  4. ウェスト・ヴァージニアの幻想 - "West Virginia Fantasies" (Pankow) – 1:34
  5. ぼくらの世界をバラ色に - "Colour My World" (Pankow) – 3:01
  6. 今こそ自由を - "To Be Free" (Pankow) – 1:15
  7. 愛は限りなく - "Now More Than Ever" (Pankow) – 1:26

### サイド 3
1. 空想の色 - "Fancy Colours" (Lamm) – 5:10
2. 長い夜 - "25 or 6 to 4" (Lamm) – 4:50
3. 愛の記憶 - "Memories of Love" - 9:12
  1. 夜明けのプレリュード - "Prelude" (Kath/Peter Matz) – 1:10
  2. 朝の祈り - "A.M. Mourning" (Kath/Matz) – 2:05
  3. 午後の祈り - "P.M. Mourning" (Kath/Matz) – 1:58
  4. 愛の記憶 - "Memories of Love" (Kath) – 3:59

### サイド 4
1. 栄光への旅路 - "It Better End Soon" - 8:24
  1. 第1楽章 - "1st Movement" (Lamm) – 2:33
  2. 第2楽章 - "2nd Movement" (Lamm/Walter Parazaider) – 3:41
  3. 第3楽章 - "3rd Movement" (Lamm/Kath) – 3:19
  4. 第4楽章 - "4th Movement" (Lamm) – 0:51
2. 約束の地へ - "Where Do We Go From Here" (Peter Cetera) – 2:49

### ボーナストラック (2002年 リイシュー)
1. ぼくらに微笑を（シングル・ヴァージョン） - "Make Me Smile (Single version)" – 2:58
2. 長い夜（シングル・ヴァージョン） - "25 or 6 to 4 (Single version)" – 2:51

## クレジット
- ロバート・ラム - キーボード、ボーカル
- テリー・キャス - ギター、ボーカル
- ピーター・セテラ - ベース、ボーカル
- ダニー・セラフィン - ドラムス
- リー・ロクネイン - トランペット
- ジェームス・パンコウ - トロンボーン
- ウォルター・パラゼイダー - 木管楽器

## チャート

### アルバム
| 年   | チャート                  | 順位 |
| ---- | ------------------------- | ---- |
| 1970 | ビルボード ポップアルバム | 4    |

### シングル
| 年   | シングル                 | チャート                  | 順位 |
| ---- | ------------------------ | ------------------------- | ---- |
| 1970 | "長い夜"                 | ビルボード ポップシングル | 4    |
| 1970 | "ぼくらに微笑みを"       | ビルボード ポップシングル | 9    |
| 1971 | "ぼくらの世界をバラ色に" | ビルボード ポップシングル | 7    |

## ゴールド等認定
| 組織       | レベル     | 日付          |
| ---------- | ---------- | ------------- |
| RIAA – USA | ゴールド   | 1970年4月13日 |
| RIAA – USA | プラチナム | 1991年8月9日  |